# Guðbrandur Vigfússon
Pour les articles homonymes, voir Vigfússon.
Guðbrandur Vigfússon, né le 13 mars 1827 en Islande et mort en 1889 à Oxford, est un chercheur universitaire.

## Biographie
Guðbrandur Vigfússon naît le 13 mars 1827 en Islande. Il étudie à Copenhague où il vit de 1849 jusque 1864.
Son premier ouvrage Timatal est publié en 1855.
En 1864 il arrive en Angleterre.
Il meurt en 1889 à Oxford.

## Distinctions
- Chevalier de l'ordre de Dannebrog